# Skräddare

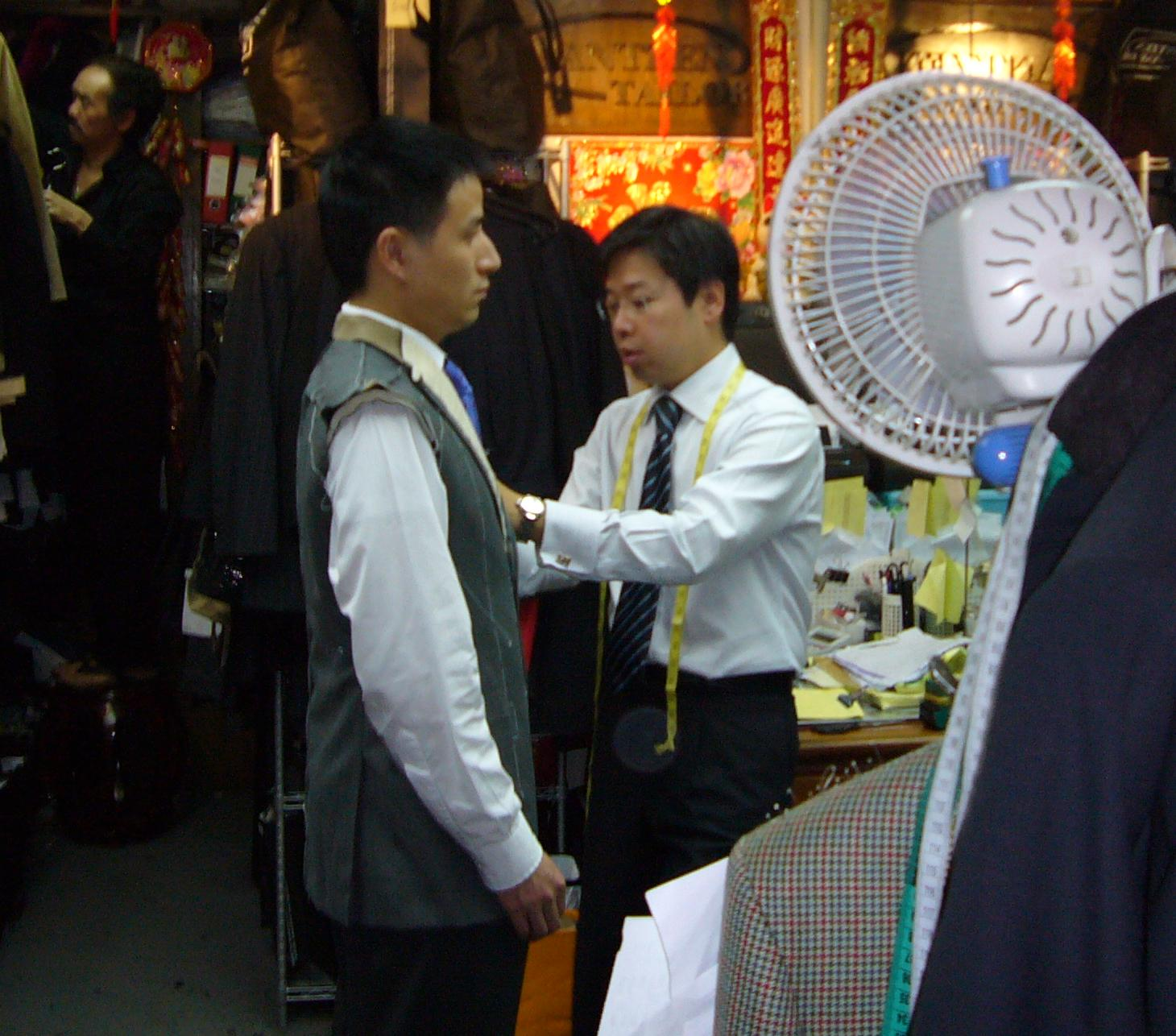
Skräddare i Hongkong.

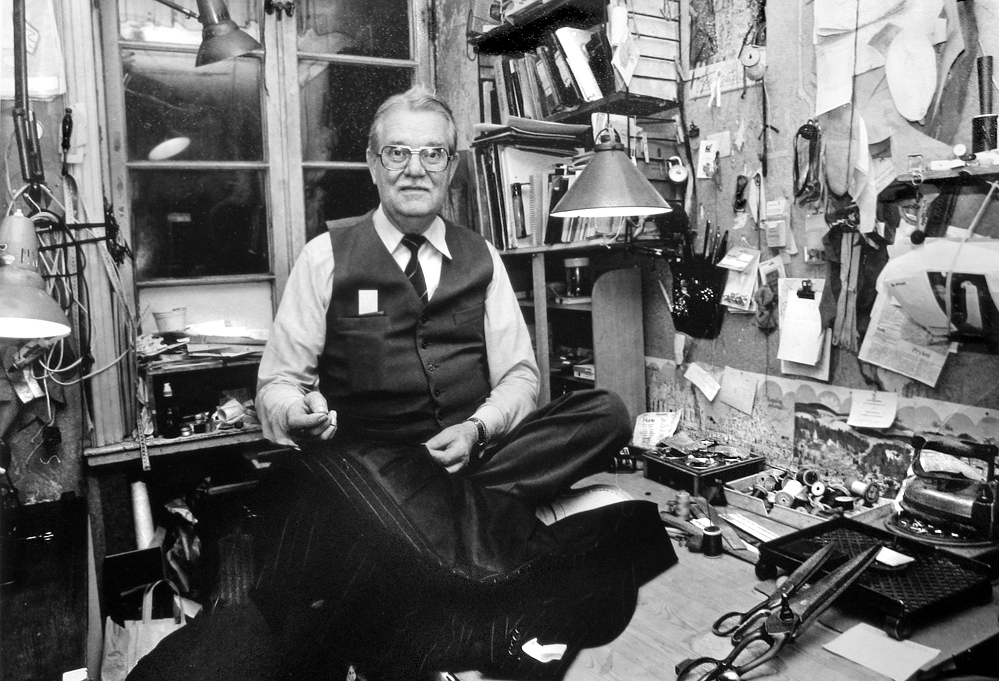
Skräddarmästare Agne Wideheim Malmö 1993.

En skräddare är en hantverkare som förfärdigar kläder på beställning. Det finns herr- och damskräddare som arbetar med tunga plagg (kostymer, rockar och tjockare tyger) samt även klänningsskräddare som arbetar med lätt sömnad (klänningar, korsetter m.m). Det finns ännu många skräddare här i landet, även om flera av dem försvann under industrialiseringen och moderniseringen på 1800-talet.
Förr var skräddarna ett eget skrå med speciella privilegier. Privilegierna försvann med skråsystemets upphävande år 1846. Men än idag kan man ta skräddargesällbrev och skräddarmästarbrev. Sveriges Skrädderiförbund är dam- herr- och klänningsskräddarnas yrkesförbund. 
Under 1900-talet växer konfektionsindustrin och att gå till skräddare för att få sina kläder uppsydda blir allt ovanligare. Numera är det snarast ett lyxfenomen, eftersom priserna har stigit i takt med att antalet skräddare har minskat och i takt med att alternativen har blivit desto fler. Skräddarsydda plagg formges efter kroppen i och med att det sys upp efter kundens egna mått vilket ger en perfekt passform, helt överlägsen den bästa konfektion (förutsatt att skräddaren är kvalificerad). En skräddarsydd kostym eller dräkt är idag så dyr att få har råd att köpa en.
"Skräddarsytt" innebär ett helt individuellt och i huvudsak handtillverkat plagg som i regel kräver flera avprovningar under arbetets gång. Detta ska ej förväxlas med "måttbeställd" eller "made-to-measure" som innebär ett plagg som kan beställas i individuella mått.
Skräddare är också ett yrke inom teatern.